# Ariadna dysderina
Ariadna dysderina là một loài nhện trong họ Segestriidae.
Loài này thuộc chi Ariadna. Ariadna dysderina được Ludwig Carl Christian Koch miêu tả năm 1873.